# Ford-Vairogs
Ford-Vairogs — бывший автомобильный завод в Риге (Латвия), который с сентября 1937 по 1940 год производил автомобили по лицензии Ford. Без учета армейских заказов было выпущено 200 автобусов, 1000 грузовиков и 322 легковых автомобиля.

## История
История Vairogs берёт начало в XIX веке — в 1895 году гражданин Австрии Оскар Фрейвиртс получил от российского императора разрешение на создание в Риге вагонно-механического завода — акционерного общества «Феникс». Он работал до 1930-х годов, когда финансовое положение компании ухудшилось из-за ограниченного количества заказов и недостаточной загрузки производственных мощностей.
Чтобы спасти положение, Latvijas Kredītbanka на основании постановления правительства 15 октября 1936 года купил все 4000 акций АО «Fenikss», а для управления ликвидируемой компанией 23 декабря того же года было создано новое производственное акционерное общество «Vairogs». Его уставной капитал составлял 8,5 миллиона лат, 99 процентов акций принадлежало государству, крупнейшими акционерами которого были Министерство финансов, Военное министерство, Министерство транспорта, LR Kredītbanka, завод VEF и мастерская Лиепайского военного порта.
В середине 1930-х годов с развитием народного хозяйства спрос на современные грузовые автомобили в Латвии стремительно рос. Автомобилей, ввозимых из-за границы, было недостаточно, поэтому в 1937 году Vairogs основал автомобильный цех и назначил его руководителем талантливого инженера Паула Барона, внука Кришьяниса Барона. Рассмотрев все затраты и технологии производства, было решено купить лицензионные права и технологию известной иномарки. Марка Ford была выбрана как наиболее подходящая для латвийских условий.
В марте 1937 года Vairogs заключил соглашение с отделом Ford Motor Company в Копенгагене о присвоении концессии на монтаж автомобилей Ford. Договор предусматривал производство в Риге грузовых и легковых автомобилей.
Первым было начато производство грузовых автомобилей. В сентябре 1937 года завод выпустил первый Ford-Vairogs V8 с грузоподъемностью 3 тонны. Летом 1938 года были изготовлены первые автомобили Ford-Vairogs Junior de Luxe, а чуть позже был начат монтаж пятиместных Ford-Vairogs V8. Автомобили Vairogs быстро стали популярными в Латвии благодаря простому двигателю Ford и доступной цене. На внутреннем рынке они были значительно дешевле ввозимых аналогичных автомобилей других компаний.
Vairogs была крупнейшей автомобилестроительной компанией в Прибалтике.

## Модели
- Ford-Vairogs Junior — копия британского Ford 10 Perfect 1937 года выпуска; также была военная версия
- Ford-Vairogs V8 Standart — копия американского Ford-V8 922A 1939 года выпуска[2].
- Ford-Vairogs V8 De Luxe — копия американского Ford-V8 81A 1938 года выпуска.
- Ford-Vairogs Taunus — копия немецкого Ford Taunus 1939 года выпуска.
- Ford-Vairogs V8 91 — копия американского пикапа Ford 1938 и 1939 годов.

## Наше время
По сей день в хорошем состоянии сохранились пять Ford Vairogs (четыре автомобиля и один грузовик, приспособленный для пожарных), два из которых теперь можно увидеть в Рижском мотормузее.

## Фотографии
| - Ford-Vairogs Standard V8, модель 1939 года выпуска. - Ford-Vairogs "10" Junior De Luxe 1938 года выпуска. - Ford-Vairogs V8 "De Luxe" 1938 года выпуска. - Грузовики Ford-Vairogs произведённые в Риге в 1930-е годы. |